# Howa Type 64
Le Type 64 fut le fusil d'assaut réglementaire des Forces japonaises d'autodéfense de 1965 à 1988. Il fut alors remplacé par le Type 89. Il est toujours en utilisation au sein de la garde côtière du Japon et des Forces d'autodéfense japonaises, mais souvent parmi les troupes de seconde ligne.

## Présentation

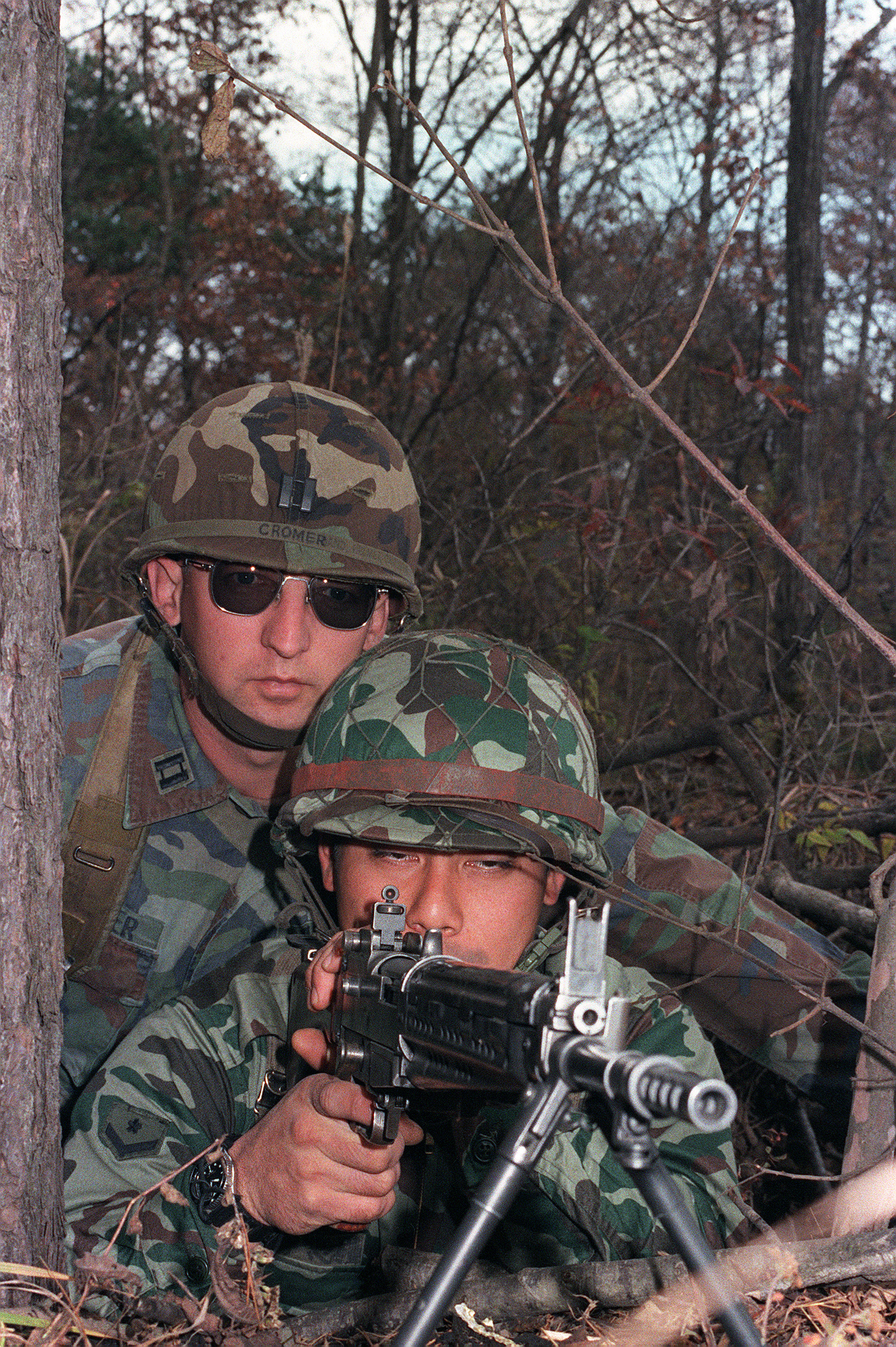
Soldat japonais armé d'un Type 64 lors d'un exercice en 1985.

Fabriqué par Howa Machinery Company à partir du prototype R6A, le Type 64 est un fusil de calibre 7,62 OTAN. Sa crosse et sa poignée-pistolet sont en bois. Son garde-main est métallique. Sa hausse est de type basculante à œilleton. Le guidon est de type à lame sur montant protégé par des oreilles. Il possède un système par emprunt des gaz associé à un régulateur et un bipied repliable. Son canon comporte 4 rayures orientées à droite avec un pas de 250 mm. Les cartouches réglementaires nippones sont sous-chargées à 90 % de poudre. Une version fusil de précision a été utilisée par les Forces d'autodéfense et la police japonaise, mais fut remplacée par le fusil M24.

## Données numériques
- Munition : 7,62 x 51 mm OTAN

- Longueur : 99 cm

- Canon : 45 cm

- Masse arme vide : 4,4 kg ; arme chargée : 5,12 kg

- Chargeur (droit) : 20 cartouches

- Cadence de tir théorique : 400 c/min